# 喹诺里西啶
喹诺里西啶（也称为八氢喹嗪，octahydro-2H-quinolizine，或去甲脱氧羽扇豆碱，norlupinane）是一种有机化合物，化学式为C9H17N，是羽扇豆碱、催吐萝芙木碱等许多喹诺里西啶生物碱的结构母体。